# Lettenbach (Arzbach)
Der Lettenbach ist ein linker Zufluss des Arzbachs in Oberbayern.
Der Lettenbach entsteht unterhalb der Lexenalm. Er fließt in östlicher Richtung und mündet nach ca. 1,4 km in den Arzbach. Höchstgelegener Zufluss ist der Tiefengraben.